# Macrostylophora abazhouensis
Macrostylophora abazhouensis är en loppart som beskrevs av Liu Chiying, Liu Quan et Zhai Zhaohua 1981. Macrostylophora abazhouensis ingår i släktet Macrostylophora och familjen fågelloppor. Inga underarter finns listade i Catalogue of Life.